# Билецкая, Зоя Васильевна
Зоя Васильевна Билецкая (18 октября 1926 — 25 апреля 1995) — передовик советского сельского хозяйства, аппаратчик завода имени Я. М. Свердлова Министерства оборонной промышленности СССР, город Дзержинск Горьковской области, Герой Социалистического Труда (1966).

## Биография
Родилась в 1926 году в селе Масловка, ныне Спасского района Нижегородской области в крестьянской русской семье.
В 1943 году завершила курсы обучения в школе фабрично-заводской учёбы. Направлена работать на оборонный завод имени Свердлова в городе Дзержинский Горьковской области. Сначала работала в цехе № 2, затем в цехе № 1.
Со временем стала трудиться аппаратчиком по сборке снаряжения и боеприпасов. На протяжении всей трудовой деятельности была рационализатором, помогала молодому поколению познавать прелести профессии. Она самая первая в цеху была удостоена звания «Ударник социалистического труда».
Указом Президиума Верховного Совета СССР от 28 июля 1966 года за получение высоких результатов в оборонной промышленности и досрочное выполнение планов Зое Васильевне Билецкой было присвоено звание Героя Социалистического Труда с вручением ордена Ленина и медали "Серп и Молот.
Продолжала и дальше трудиться в сельском хозяйстве.
Отработала на заводе более 37 лет на различных участках производства. В 1980 году ушла на заслуженный отдых.
Избиралась депутатом Дзержинского городского совета, являлась членом областного Горьковского комитета профсоюзов.
Проживала в городе Дзержинске. Умерла 25 апреля 1995 года. Похоронена на городском кладбище.

## Награды
За трудовые успехи была удостоена:
- золотая звезда «Серп и Молот» (28.07.1966)
- орден Ленина (28.07.1966)
- Медаль "За трудовое отличие"
- Медаль «За доблестный труд в Великой Отечественной войне 1941—1945 гг.»
- другие медали.